# Hôtel Motte-Lagache
L’hôtel Motte-Lagache est un hôtel particulier situé à Roubaix, dans le département du Nord.

## Histoire
Ce bâtiment fait l’objet d’un inscription au titre des monuments historiques depuis le 12 août 1998.

## Localisation
L'hôtel est situé au 64, boulevard du Général-de-Gaulle à Roubaix, entre 62  et 66.